# Даход
Дахо́д (англ. Dahod, гудж. દાહોદ) — город и муниципалитет в индийском штате Гуджарат, крупный торговый центр. Административный центр одноимённого округа. Расположен примерно в 200 км от города Ахмадабада и в 150 км от Вадодары. Население города по данным на 2001 год составляло 79 185 человек. Основные языки — гуджарати и хинди. Уровень грамотности в 2001 году составлял 45,65 %. В городе развита пищевая промышленность.